# Rocky Linux
Rocky Linux は、Rocky Enterprise Software Foundationによって開発されたLinux ディストリビューションである。Red Hat Enterprise Linux (RHEL) オペレーティングシステム (OS) のソースコードを使用した、完全なバイナリ互換性のあるリリースであることを意図している。このプロジェクトの目的は、コミュニティがサポートする、商業品質の企業向けOSを提供することである。 Rocky Linuxは、Red Hat Enterprise LinuxやSUSE Linux Enterpriseとともに、企業向けOSとして人気を博している。
Rocky Linuxの最初のリリース候補版は2021年4月30日にリリースされ、最初の一般提供版は2021年6月21日にリリースされた。Rocky Linux 8は2029年5月までサポートされる予定である。

## 歴史
2020年12月8日、レッドハットは、Red Hat Enterprise LinuxのダウンストリームバージョンであったCentOSの開発を中止し、RHELに搭載されるアップデートのプレビューを目的とした「CentOS Stream」の開発に注力すると発表した。これを受けて、CentOSの初代創設者であるGregory Kurtzer氏は、CentOSの本来の目的を達成するために、再びプロジェクトを立ち上げると発表した。この名前は、初期のCentOSの共同創設者であるRocky McGaughに敬意を表して付けられたものであった。12月12日までに、Rocky Linuxのコードリポジトリ はGitHubのトップトレンドになった。
2020年12月22日、Rocky LinuxのコミュニティマネージャーであるJordan Pisanielloが、初期リリースの目標が2021年の3月から5月の間であることを発表した。2021年1月20日、2月末までにテストリポジトリを公開し、2021年3月末のリリース候補を目指すと発表された。しかし、その時期は若干延期され、2021年4月30日に最初のリリース候補が正式にリリースされた。安定版リリース前の最後のバージョン8.4の、2回目のリリース候補が2021年6月4日にリリースされた。2021年6月21日、Rocky Linux 8.4の安定版リリースが行われた。コードネーム "Green Obsidian"として発表された。2022年7月14日にRocky Linux 9.0、2025年6月11日にRocky Linux 10.0がリリースされた。

## リリース
Rocky Enterprise Software FoundationからリリースされているISOイメージには、アップストリームに直接対応するものがないものがある。ライブブートイメージの提供や、サイズを小さくしたインストールメディアの提供など、特定の目的のために作成される 。
| バージョン                               | コードネーム   | アーキテクチャ                            | ベースとなったRHELのバージョン | カーネル        | リリース日 | ベースとなったRHELのリリース日 | 遅延 |
| ---------------------------------------- | -------------- | ----------------------------------------- | ------------------------------ | --------------- | ---------- | ------------------------------ | ---- |
| 8.4                                      | Green Obsidian | x86-64, ARM64                             | 8.4                            | 4.18.0-305      | 2021-06-21 | 2021-05-18                     | 34 * |
| 8.5                                      | Green Obsidian | x86-64, ARM64                             | 8.5                            | 4.18.0-348      | 2021-11-15 | 2021-11-09                     | 6    |
| 8.6                                      | Green Obsidian | x86-64, ARM64                             | 8.6                            | 4.18.0-372.9.1  | 2022-05-16 | 2022-05-10                     | 6    |
| 8.7                                      | Green Obsidian | x86-64, ARM64                             | 8.7                            | 4.18.0-425.3.1  | 2022-11-14 | 2022-11-09                     | 5    |
| 8.8                                      | Green Obsidian | x86-64, ARM64                             | 8.8                            | 4.18.0-477.10.1 | 2023-05-20 | 2023-05-16                     | 4    |
| 8.9                                      | Green Obsidian | x86-64, ARM64                             | 8.9                            | 4.18.0-513.5.1  | 2023-11-22 | 2023-11-14                     | 8    |
| 8.10                                     | Green Obsidian | x86-64, ARM64                             | 8.10                           | 4.18.0-553      | 2024-05-30 | 2024-05-22                     | 8    |
| 9.0                                      | Blue Onyx      | x86-64, ARM64, ppc64le, s390x             | 9.0                            | 5.14.0-70.13.1  | 2022-07-14 | 2022-05-17                     | 58   |
| 9.1                                      | Blue Onyx      | x86-64, ARM64, ppc64le, s390x             | 9.1                            | 5.14.0-162.6.1  | 2022-11-26 | 2022-11-15                     | N/A  |
| 9.2                                      | Blue Onyx      | x86-64, ARM64, ppc64le, s390x             | 9.2                            | 5.14.0-284.11.1 | 2023-05-16 | 2023-05-10                     | 6    |
| 9.3                                      | Blue Onyx      | x86-64, ARM64, ppc64le, s390x             | 9.3                            | 5.14.0-362.8.1  | 2023-11-20 | 2023-11-07                     | 13   |
| 9.4                                      | Blue Onyx      | x86-64, ARM64, ppc64le, s390x             | 9.4                            | 5.14.0-427.13.1 | 2024-05-09 | 2024-04-30                     | 9    |
| 9.5                                      | Blue Onyx      | x86-64, ARM64, ppc64le, s390x             | 9.5                            | 5.14.0-503.14.1 | 2024-11-19 | 2024-11-12                     | 7    |
| 9.6                                      | Blue Onyx      | x86-64, ARM64, ppc64le, s390x             | 9.6                            | 5.14.0-570.17.1 | 2025-06-04 | 2025-05-20                     | 15   |
| 10.0                                     | Red Quartz     | x86-64-v3, ARM64, ppc64le, s390x, riscv64 | 10.0                           | 6.12.0-55.12.1  | 2025-06-11 | 2025-05-20                     | 22   |
| 凡例サポート終了サポート中現行バージョン |                |                                           |                                |                 |            |                                |      |

Rocky Linuxは2020年12月8日に発表され、その143日後に最初のベータ版がリリースされた。